# Demokratikus Közép Uniója
A Demokratikus Közép Uniója (spanyolul: Unión de Centro Democrático, rövidítése: UCD) egy spanyolországi politikai koalíció volt, ami 1977 és 1982 között Spanyolország demokratikus átmenete alatt a legfőbb politikai erő volt.

## Története
1975-ben Franco halálával lezárult a Spanyolországban 36 éve tartó diktatúra. 1977 januárjában megalakult az újraalapított egykori szociáldemokrata, liberális és kereszténydemokrata pártokból álló közös választási koalíció a Demokratikus Centrum annak érdekében hogy a Franco halála utáni első szabad parlamenti választáson indulni tudjanak.
A választási szövetség tagjai voltak:
- Néppárt (PP) Pío Cabanillas és José María de Areilza vezetésével.
- Kereszténydemokrata Néppárt (PPDC)
- Kereszténydemokrata Unió (UDC)
- Népi Demokrata Párt (PDP)
- Demokrata és Liberális Pártok Szövetsége (FPDL)
- Spanyol Demokratikus Unió (UDE)

1977 májusában a pártok álló szövetségből választási koalíció lett és Adolfo Suárez elvállalta, hogy a koalíció kormányfő-jelöltje legyen. Suarez személyes imázsából próbált hasznot húzni a kampányban a kis pártok vezetőivel fenntartott személyes kapcsolataival emellett fel akarta számolni a Tácito-csoportot, amely egy a Franco-korszak végén létrejövő rendszer ellenzéki értelmiségiekből állt. Akik közt számos olyan személyiség volt, akik Franco ideje alatt befolyásos tisztségeket töltöttek be.

### Választások
Az 1977-es választásokon Spanyolországban kétkamarás rendszerű lett a törvényhozás, a Cortes Generales. A Képviselőházban 350 és a Szenátusban 204 mandátumot osztottak ki. A párt a szavazatok 34,44%-ával 6.310.391 szavazattal megnyerte a választásokat. A párt az 50-ből 38 többmandátumos választókerületben a legtöbb mandátumot kapta. Legnagyobb arányban Las Palmas, Santa Cruz de Tenerife, Álava, Navarra, La Coruña, Tarragona, Segovia, Cuenca és Palma de Mallorca tartományokban győzött.
A párt összesen 166 mandátumot szerzett a Képviselőházban. A képviselők 36%-a francoizmus mérsékelt irányzatához tartozott, 17%-uk Néppárt tagja volt, 12%-uk kereszténydemokrata és végül a megválasztott képviselők 17,5%-a Franco-korszakbeli törvényhozás a Cortes Franquistas alkalmazottjai voltak.

### Kormánypárt
A koalíció a kormányon alkotmányozó-törvényhozást akart véghezvinni. Széles konszenzus mellett a Spanyol Szocialista Munkáspárt, a Népi Szövetség és a Spanyol Kommunista Párt támogatásával 1977. június 19-én lépett hivatalba. Az új törvényhozás július 22-én kezdte meg működését. Az új alkotmányt 1978. október 31-én készült el és 1978. december 6-án hagyták jóvá. Az alkotmányt megíró 7 emberből 3 a párt tagja volt, Gabriel Cisneros, Miguel Herrero y Rodríguez de Miñón és José Pedro Perez-Llorca.
Az 1979-es választáson a párt relatív többséggel ismét győzött: a szavazatok 34,8%-ával és 6.268.593 szavazattal. Kettővel növelte képviselői számát és 12-vel szenátorainak számát. A kormány a Népi Szövetség támogatásával is működött. Az ez évi önkormányzati választásokon 20 tartományi központ önkormányzatát nyerte meg, de jellemzően a vidéki településekét. Az 1980-as katalán elnök választáskor a párt Jordi Pujolt támogatta.
1980. január 16-án lemondott Manuel Clavero Arévalo kulturális miniszter, majd a pártban szerzett negatív tapasztalatai miatt áprilisban kilépett a pártból. Rafael Calvo Ortega munkaügyi és szociális miniszterből a párt főtitkára lett és Leopoldo Calvo-Sotelo második miniszterelnök-helyettes lett.

### Suárez lemondása és a spanyol puccs
1981. január 29-én a párton belül elfajuló viszályok miatt Adolfo Suárez lemondott miniszterelnöki tisztségéről, tisztségét a parlamenti ciklus végéig Leopoldo Calvo-Sotelo töltötte be. Suárez tisztségét február 25-éig tartotta meg, február 23-án történt meg a spanyol államcsíny. Ezen a napon 18:23-kor Antonio Tejero a Guardia Civil alezredese 200 fős alakulatával beront a Képviselőház üléstermébe és az elnökre pisztoly szegez és túszul ejtette az ott levő képviselőket.
I. János Károly király február 24-én éjjel beszédet tartott a TVE 1-es csatornáján, amiben kifejtette, hogy ellenzi a puccsot és az alkotmányt védelmezni kell. Rendre utasította a Spanyol Hadsereget és mint a hadsereg főparancsnoka felmentette Jaime Milans del Bosch altábornagyot tisztségéből. A túszejtés délelőtt 10 órakor ért véget és a képviselők elhagyhatták az üléstermet.
A sikertelen hatalomátvételi kísérlet volt az a pont, ami után a párt a politikai megsemmisülés útjára lépett, hiszen a rendkívül heterogén összetételű pártot csak az alkotmány megírása tartotta egyben. A párt népszerűsége rohamosan csökkenni kezdett és az elutasítottsága is széleskörűvé vált, amit még tetézett a növekvő infláció és munkanélküliség valamint az második olajválság miatti gazdasági visszaesés.
1981 novemberében 10 képviselő hagyta ott a pártot, külön pártot alapítva, ami beintegrálódott a Szocialista Munkáspártba. Újabb pártszakadások következtek: a kereszténydemokrata szárny megalkotta saját pártját Népi Demokrata Párt néven, a liberális szárny a Liberális Párttal a jobboldali Népi Szövetséggel kötött választási együttműködést 1982-re.

### Választási vereség és felbomlás
1982. október 28-án ismét választásokat tartottak az országban, 79,97%-os részvételi aránnyal. A választáson a Spanyol Szocialista Munkáspárt elsöprő győzelmet aratott: a szavazatok 48,11%-ával 10.127.392 szavazattal abszolút többséget szerzett a párt a Képviselőházban, 202 mandátummal. Az UCD Landelino Lavilla vezetésével a párt hatalmas vereséget szenvedett, 157 mandátumot vesztett és szavazóinak jelentős részét. Csúfos vereségük következtében 1983. február 18-án feloszlatta magát az UCD, parlamenti frakciója 1986-ig fennmaradt.
Az 1983-as spanyolországi önkormányzati választáson az UCD néhai polgármesterei a Népi Szövetség színeiben indultak Burgos, Ciudad Real, Palencia, Pontevedra és Santander esetében, Santa Cruz de Tenerifén és Teruelben függetlenként.

## Választási szlogenek
- 1977: Vote centro - La vía segura a la democracia. (Szavazzon a középre! - A demokráciához vezető biztos út!)
- 1979: Dicho y hecho - UCD cumple! (A szót tett követte - UCD betartotta ígéreteit!)
- 1982: Responde. Vota UCD. - UCD. El Centro (A válasz. Szavazzon az UCD-re - UCD. A Közép!)

## Választási eredmények

### Parlamenti választások
| Választások | Szavazatok | %    | Képviselőházi mandátumok | Szenátusi mandátumok | Kormányzat  | Listavezető       |
| ----------- | ---------- | ---- | ------------------------ | -------------------- | ----------- | ----------------- |
| 1977        | 6,310,391  | 34.4 | 165 / 350                | 106 / 207            | Kormánypárt | Adolfo Suárez     |
| 1979        | 6,268,593  | 34.8 | 168 / 350                | 118 / 208            | Kormánypárt | Adolfo Suárez     |
| 1982        | 1,425,093  | 6.8  | 11 / 350                 | 4 / 208              | Ellenzék    | Landelino Lavilla |